# Lac Kakw
Lac Kakw är en sjö i Kanada.   Den ligger i regionen Lanaudière och provinsen Québec, i den sydöstra delen av landet, 250 km norr om huvudstaden Ottawa. Lac Kakw ligger 597 meter över havet.
I omgivningarna runt Lac Kakw växer i huvudsak blandskog. Trakten runt Lac Kakw är nära nog obefolkad, med mindre än två invånare per kvadratkilometer.